# Helikopter

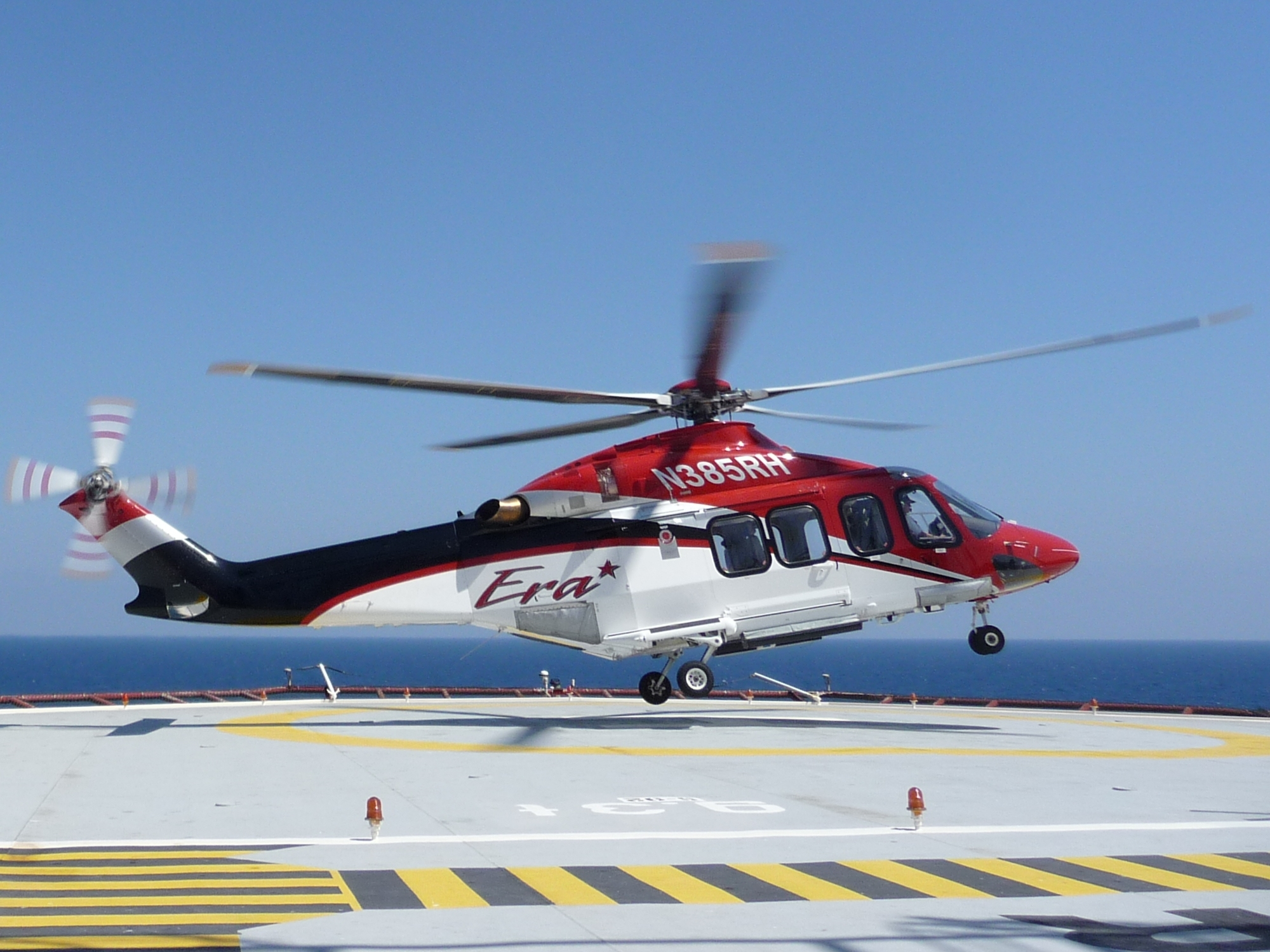
Een AW139 landt op de Balder

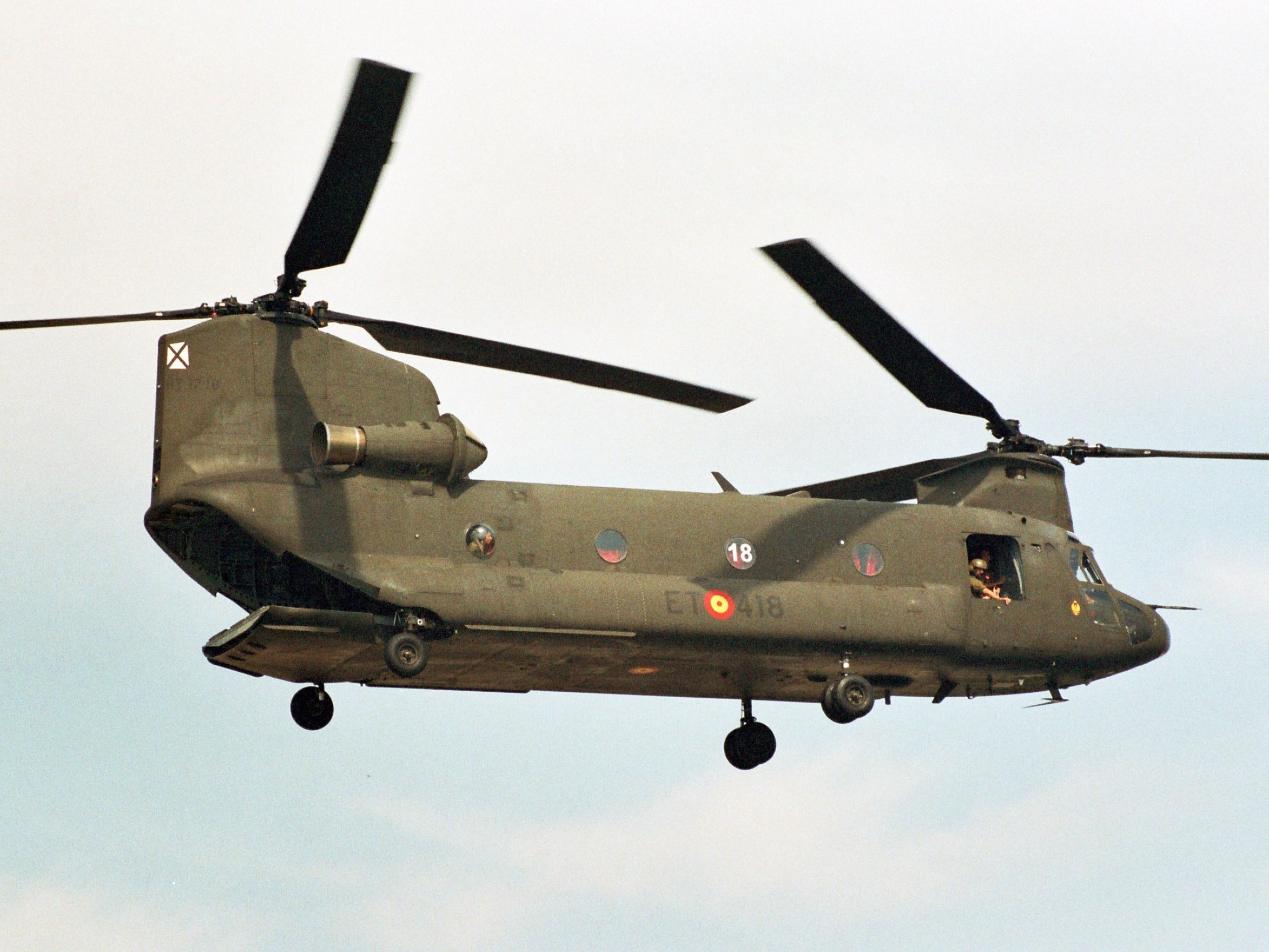
Chinook met twee rotoren

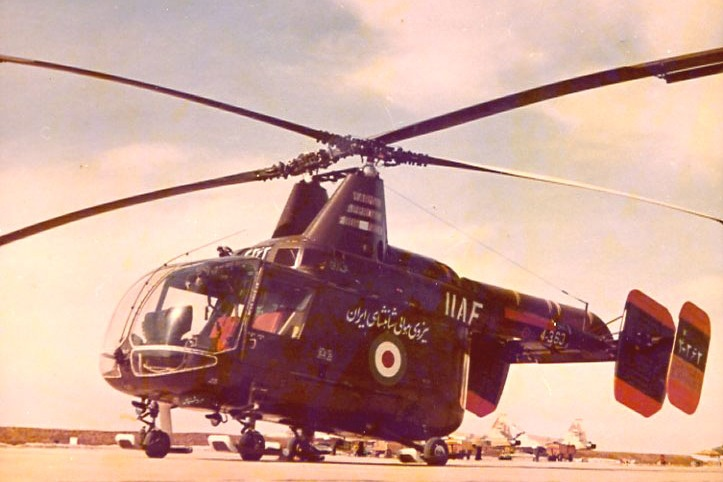
HH-43 Huskie

Animatie van werking van liftkracht

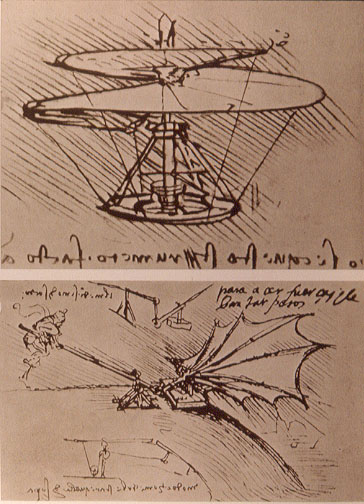
Ontwerp van Leonardo da Vinci

Een helikopter, wentelwiek of hefschroefvliegtuig, kortweg heli, is een vliegtuig met één (of twee) grote rotor(en) met een verticale as. 
Helikopters hebben ten opzichte van gewone vliegtuigen (met uitzondering van bijvoorbeeld de Harrier, Yak-38 en de F-35) het voordeel dat ze verticaal kunnen opstijgen en landen, zodat ze geen start- en landingsbaan nodig hebben, in de lucht stil kunnen hangen en zijwaarts en achteruit kunnen vliegen. Ze worden daarom veel ingezet bij reddingsacties. Daarnaast zijn er ook militaire (vervoer van troepen en materieel) en civiele (passagiersvervoer over korte afstanden en van en naar offshoreinstallaties en schepen) toepassingen.
Een aangepaste helikopter kan ook een looping maken, maar moet dan wel uitgerust zijn met een stijve hoofdrotor.

## Etymologie
Het woord helikopter (hélicoptère) werd in 1861 bedacht door de Franse burggraaf  Gustave Ponton d'Amécourt; hij leidde het af van het Griekse helix/helikos (ἕλιξ/ἕλικος) = 'spiraal' of 'draaiend' en pteron (πτερόν) = 'vleugel'.

## Geschiedenis
De allereerste helikoptervlucht ter wereld werd op 13 november 1907 te Lisieux uitgevoerd door de Franse fietsenmaker Paul Cornu. Zijn helikopter had twee rotors, aangedreven door een 24-pk-motor. Hij verhief zich twee meter boven de grond en vloog minder dan twintig seconden. Tijdens de Eerste Wereldoorlog ontwikkelde Oostenrijk-Hongarije de PKZ, een experimenteel helikopterprototype.
Een belangrijke rol bij de ontwikkeling van de helikopter speelde de Russische Igor Sikorsky. Op 14 september 1939 was hij zelf piloot van de eerste vlucht van zijn helikopter, de Vought-Sikorsky VS-300. In 1941 werden de eerste helikopters gekocht door het Amerikaanse leger, maar in de Tweede Wereldoorlog werden ze nog weinig gebruikt. Tijdens de Koreaanse oorlog speelden helikopters echter al een belangrijke rol. In Nederland werden helikopters voor het eerst zichtbaar voor het grote publiek tijdens reddingsacties na de watersnoodramp van 1953.

## Werking
Een helikopter heeft geen vleugels maar rotorbladen, die gemonteerd zijn op een motoraangedreven as. De motor van een helikopter draait met een constant toerental omdat het verschil in toerental veel te belastend zou zijn voor de reductie. De liftkracht wordt uitsluitend met de instelhoek van de rotorbladen geregeld.

### Staartrotor
Tegelijk met de lift ontstaat er een reactiekracht die de helikopter doet draaien in de richting tegenovergesteld aan de draairichting van de rotor. Om dit ongewenste effect te compenseren hebben de meeste helikopters een staartrotor. De piloot kan met pedalen de instelhoek van de staartrotor veranderen, waarmee de richting van de romp kan worden geregeld.
Sommige helikopters, zoals de Chinook, Kaman en veel modellen van Kamov, hebben geen staartrotor maar twee hefrotoren die in tegengestelde richting draaien. Er worden ook helikopters gebouwd met twee boven elkaar geplaatste rotoren die in tegengestelde richting draaien, maar wel dezelfde lift geven.
Ook is op dit gebied geëxperimenteerd met reactieaandrijving (straalmotoren) aan de rotortips (bijvoorbeeld het Nederlandse ontwerp NHI H-3 Kolibri). Hierbij wordt geen koppel op de rotoras uitgeoefend. Door wrijving zal de helikopter in dezelfde richting als de rotor gaan draaien, maar dat effect is slechts gering en te compenseren met roeren.
Er is zelfs een helikopter denkbaar zonder extra rotor, waarbij de individuele rotorbladen bewegingen maken zoals de vleugels van een vogel. Voor deze beweging is echter een ingewikkelde aandrijfas nodig.
Een 'helikopter' met een tiltrotor heeft ook geen staartrotor nodig en is een speciaal vliegtuig dat in staat is om zowel verticaal als horizontaal te vliegen. Vliegtuigen met een tiltrotor kunnen het verticale liftvermogen van een helikopter combineren met de snelheid en afstand van een turboprop vliegtuig.

### Besturing

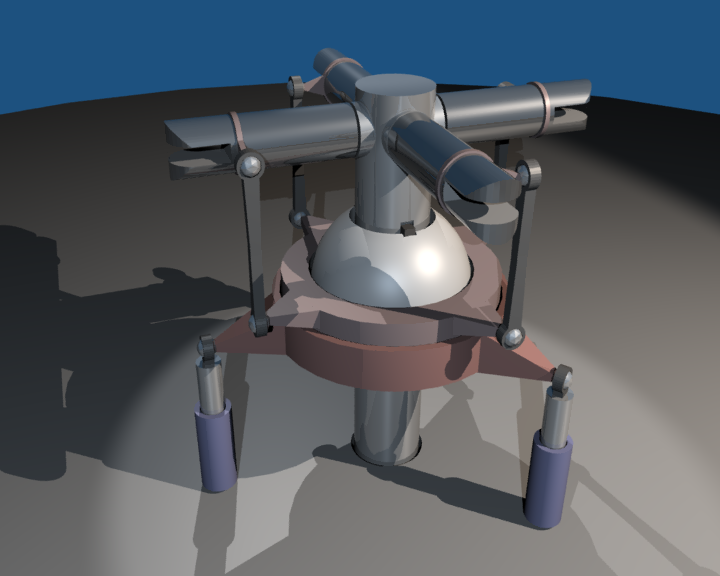
Principeschets van de swashplate assembly

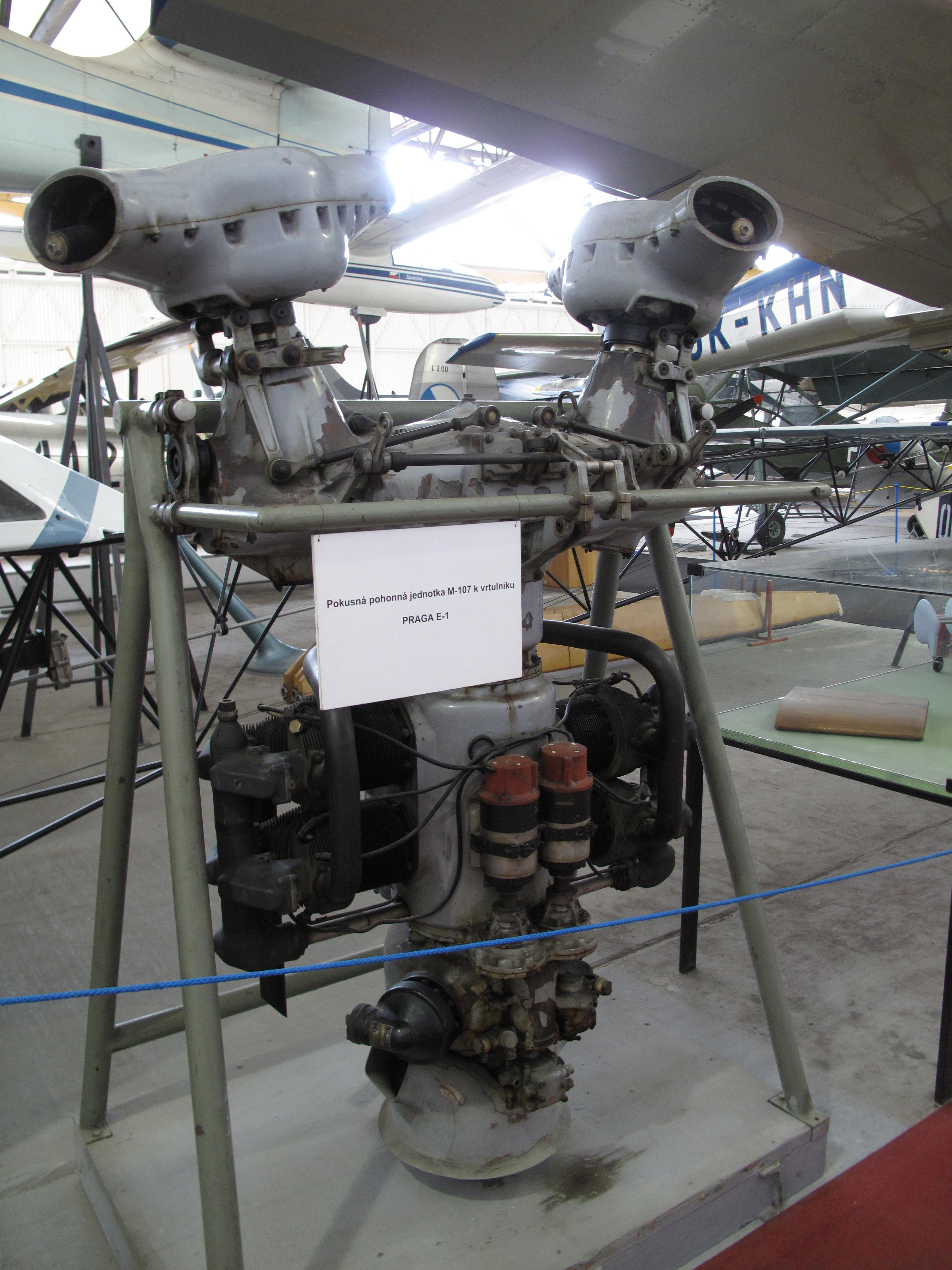

Om voorover of achterover te hellen (pitch) of zijwaarts te hellen (roll) wordt de instelhoek van de hoofdrotorbladen met behulp van een tuimelschijf (Engels: swash plate) tijdens het roteren cyclisch veranderd naargelang de positie. Versimpeld uitgelegd: om voorover te hellen bijvoorbeeld staan de bladen schuiner als ze zich aan de achterkant bevinden en minder schuin aan de voorkant. Hierdoor krijgt de rotor aan de achterkant meer opwaartse kracht, helt het toestel voorwaarts en vliegt het ook voorwaarts. In realiteit krijgt het draaiend rotorsysteem te maken met gyroscopische precessie, waardoor de bladen niet recht achter de helikopter schuin staan, maar ongeveer 90 graden hiervóór. De gyroscopische precessie zorgt ervoor dat een input eigenlijk pas 90 graden later een effect heeft. Door de hoek van alle rotorbladen tegelijk te variëren kan een verticale beweging worden gemaakt.
Aangezien de meeste grotere helikopters worden aangedreven door een gasturbinemotor (meestal twee), is er sprake van een stationair rotortoerental. De gasturbinemotor zelf bestaat eigenlijk uit twee gedeelten, de compressorsectie aangedreven door de gasproducerturbine en de powersectieturbine (vrije turbine). Bij het vergroten van de instelhoek van de rotorbladen (verhogen van de vraag naar lift) zal door de mechanische koppeling tussen vrije turbine en de tandwielkast die de rotorbladen aandrijft, het toerental (N2) van deze turbine willen zakken. Als gevolg hiervan daalt ook het compressortoerental (N1).
Door de powerturbineregelaar (de bewaker van zijn toerental) wordt dit geregistreerd en doorgegeven aan de brandstofregelaar, waardoor een aangepaste hoeveelheid brandstof ingespoten wordt in de verbrandingskamer, waardoor de compressorsectie weer meer vermogen levert aan de gasproducerturbine totdat een nieuw evenwicht is bereikt. Omgekeerd vindt ditzelfde proces plaats bij verlagen van de vraag naar lift, hierbij wil de powerturbine zijn snelheid verhogen door eigenlijk een teveel aan toegevoerde brandstof aan de verbrandingskamer, de powerturbineregelaar geeft dan een signaal naar de brandstofregelaar die dan de brandstof "knijpt" tot het juiste toerental.

### Noodlanding
Helikopters storten niet vanzelf neer als de motor zou uitvallen. Door de dalende beweging beweegt de lucht door de rotors en blijven die in beweging (windmoleneffect). Deze techniek heet autorotatie, de helikopter gedraagt zich dan als een autogiro. Doordat de hoofdrotor en de staartrotor mechanisch verbonden zijn, kan de piloot het toestel nog steeds besturen en een noodlanding maken, mits het toestel hoog genoeg of snel genoeg vliegt.

## Door spierkracht aangedreven helikopter
Er zijn pogingen gedaan om een helikopter te maken die aangedreven wordt met mensenkracht. De ontwikkeling speelt zich vooral nog af in de experimentele sfeer.

## Helikopters in het Nederlandse leger
In 2023 verscheen het boek Van iedereen en niemand: de helikopter en de Nederlandse krijgsmacht, 1945-2020, geschreven door militair historicus Rolf de Winter. Hierin beschreef de auteur dat het Nederlandse leger de helikopter lange tijd niet erg serieus nam als wapen. Pas aan het einde van de vorige eeuw veranderde dit, onder andere door de komst van de Apache-helikopter in combinatie met nieuwe conflictvormen waarbinnen de helikopter goed inzetbaar was.

## Modelvliegen

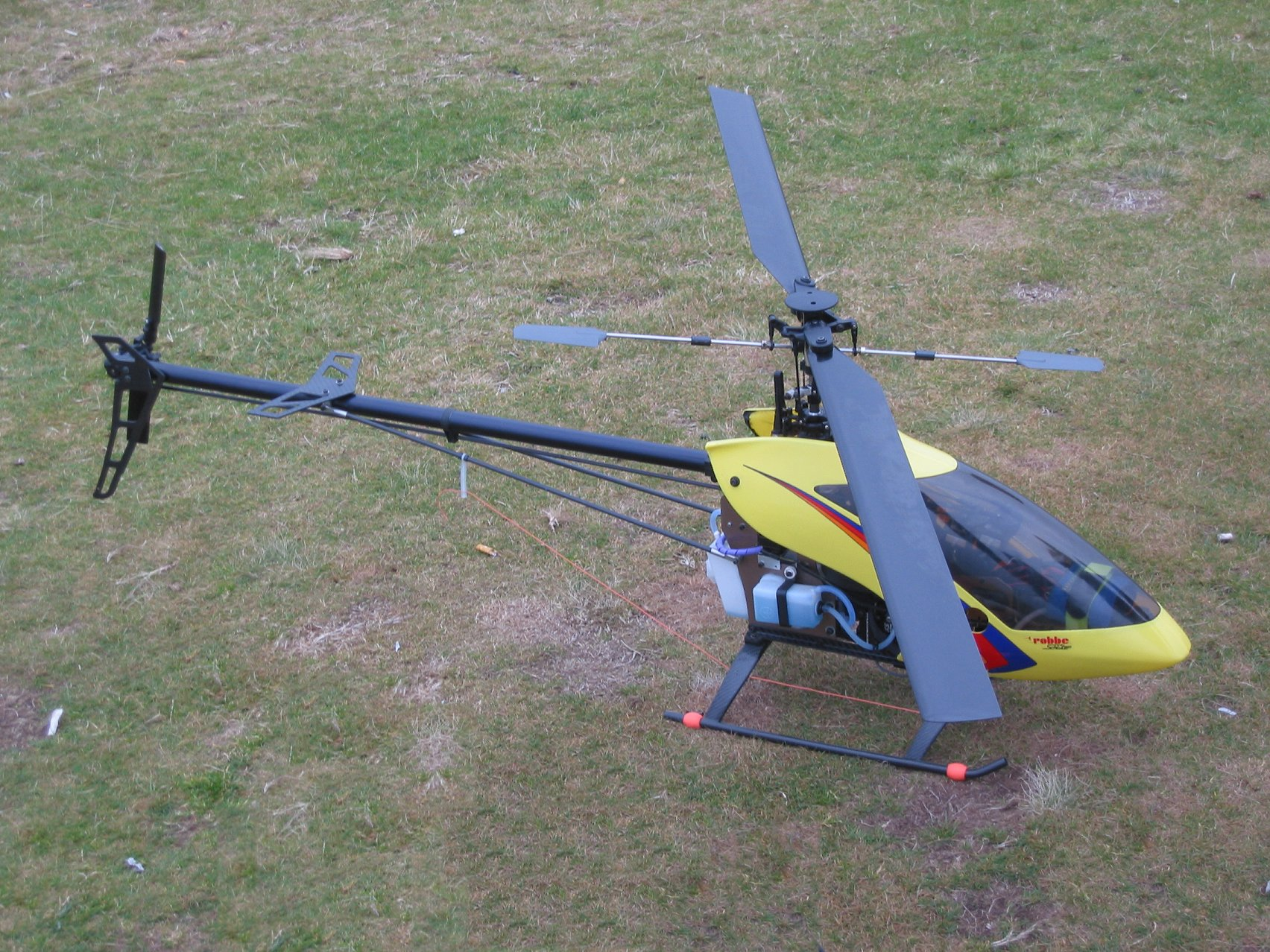
Modelhelikopter

Er worden naast modelvliegtuigen ook modelhelikopters gebruikt bij het modelvliegen. Deze helikopters worden radiografisch bestuurd en kunnen op hun kop vliegen en loopings maken.